# 黑鳞薹草
黑鳞薹草（学名：Carex melanocephala）为莎草科薹草属的植物。分布于俄罗斯、蒙古北部以及中国大陆的新疆等地，生长于海拔1,750米至2,370米的地区，多生长在山谷水边，目前尚未由人工引种栽培。